# Karoline Pichler
Karoline Pichler (helyenként Caroline) (Bécs, 1769. szeptember 7. – Bécs, 1843. július 9.) osztrák regényírónő.

## Életpályája

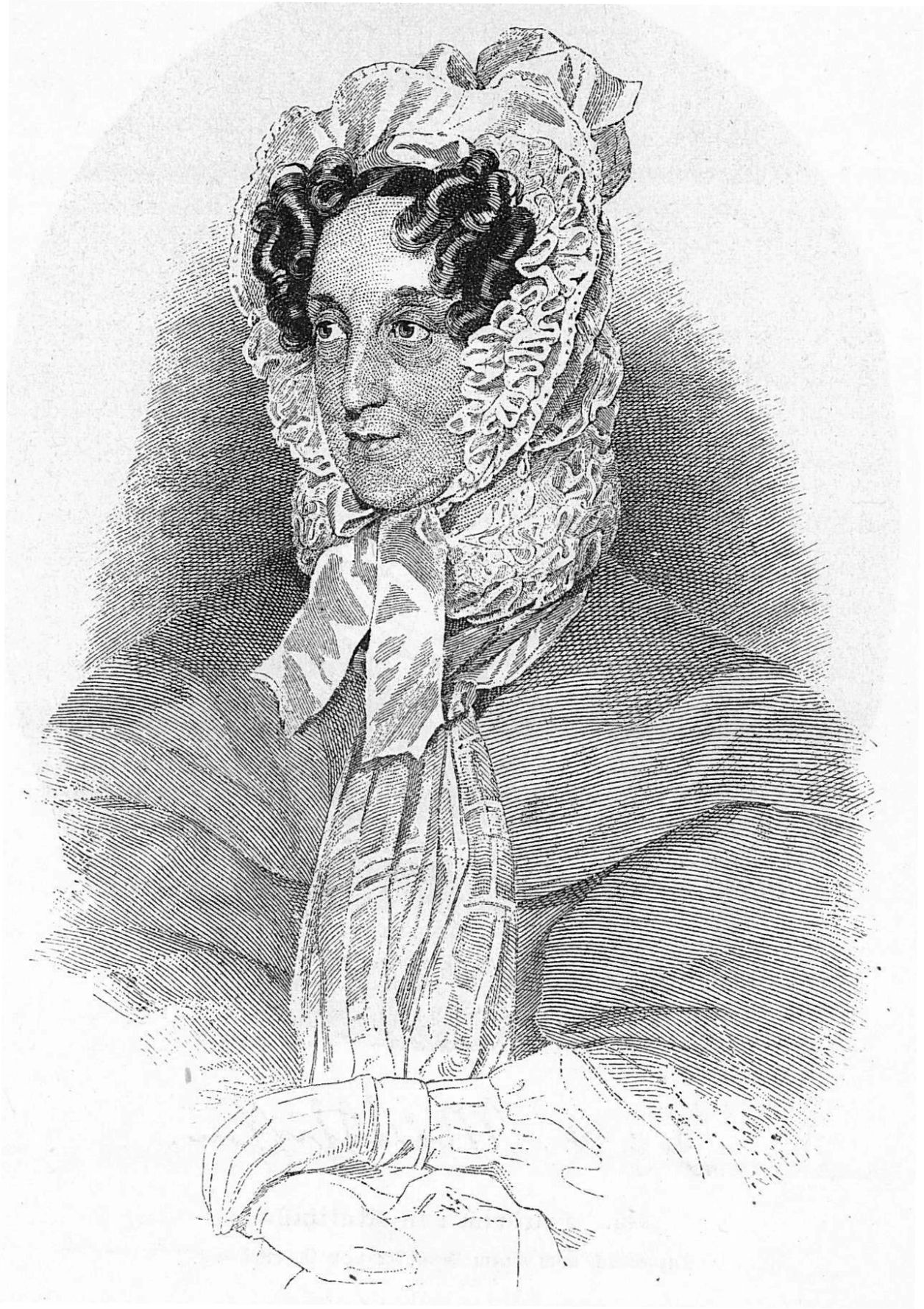
Karoline Pichler

Hofrat von Greiner és felesége, Charlotte lányaként született. Az 1770-es években anyja, Charlotte gyakran járt Mária Terézia udvarában, ahová többször magával vitte lányát is. Karolina fiatal lányként találkozott Haydnnal és Mozarttal. Utóbbi rendszeresen koncertezett a Greiner-házban. 
Karolina fiatal korában latinul, franciául, olaszul és angolul tanult. 12 éves korában adta ki első versét. 1796-ban Andreas Pichler kormányzati tisztviselővel kötött házasságot, kinek bátyja Anton Pichler bécsi kiadó és nyomtató, az Anton Pichlers Witwe & Sohn tulajdonosa volt. Karolina férje bátorításával sok évig vezetett egy szalont, amely sok éven át az osztrák főváros irodalmi életének központja volt. Szalonját Beethoven, Schubert, Friedrich von Schlegel, Luise Brachman és Franz Grillparzer is látogatta 1802 és 1824 között.
Műveit a téma iránti lelkesedés, aprólékosság és bőbeszédűség jellemzi. Apjának, Greiner udvari tanácsosnak a házában számos előkelő magyarral ismerkedett meg, ezért többször járt magyar földön és műveiben gyakran fordulnak elő magyar vonatkozású témák.

## Főbb művei
- Olivier (névtelenül), 1802
- Idyllen, 1803
- Lenore, kétrészes, 1804
- Ruth, 1805
- Agathokles, 1808
- Die Grafen von Hohenberg (kétkötetes), 1811
- Biblische Idyllen, 1812
- II. Ferdinánd, 1816
- Frauenwürde (négykötetes), 1818
- Gedichte, 1822
- Die Belagerung Wiens (háromkötetes), 1824
- Die Schweden, Prága, 1827
- Die Wiedereroberung Ofens (kétkötetes, magyarul Agárdi Györgytől), Pest, 1829
- Das Schloss im Gebirge (történeti elbeszélés Zay-Ugróc várának múltjából, ahol Zay Mária grófnő, német irodalmi álnéven Theone, egész irodalmi kört alakított maga körül, ahol Grillparzer is megfordult), 1829
- Friedrich der Streitbare (négykötetes), 1831
- Elisabeth von Guttenstein, 1835
- Denkwürdigkeiten aus meinen Leben (négykötetes), 1844
- Der letzte Zrinyi (a többivel együtt megjelentek összes műveiben; 60 kötet), Bécs, 1820–1845
- Visszaemlékezései (Denkwürdigkeiten, négykötetes), Bécs, 1844

## Magyarul
- Karolina Pichler hasonlatosságai; ford. Kelemen Borbála; M. Institoris, Pest, 1807